# Češi na Ukrajině

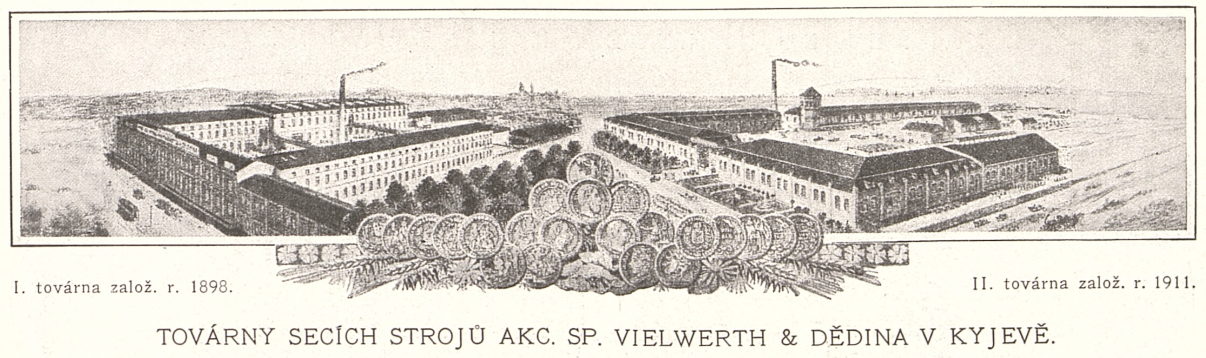
Továrny secích strojů akc. sp. Vielwerth & Dědina v Kyjevě (časopis Světozor, 1924)

Češi jsou ve 21. století na Ukrajině nevelkou národnostní menšinou. Podle sčítání z roku 2001 v zemi žilo 5 917 osob českého původu. Ještě v polovině 20. století však jejich počet přesahoval počet 50 000 osob, včetně příchozích po přičlenění Podkarpatské Rusi k Československu roku 1918. Po druhé světové válce se většina ukrajinských Čechů přestěhovala do Československa.

## Dějiny

### Středověk
V důsledku hospodářských, vojenských, národnostních a kulturních vazeb mezi Českým královstvím a ukrajinskými zeměmi se od 13. století usazovaly malé skupiny Čechů na Ukrajině a v Rusku. Polský kronikář Jan Dlugosz např. zmiňuje, že během velkého velkého hladomoru v Čechách v letech 1281 až 1282 se určitý počet Čechů usadil v Haličském knížectví. Za vlády haličsko-vladiměřského knížete Jiřího II. Boleslava byli v jeho doprovodu i mezi místní šlechtou Češi a Moravané, jedním z rádců knížete tak byl Jiří (Jurij) Chotko, syn Jaromíra, který byl jmenován palatinem Lucka.
Za vlády opolsko-ratibořského knížete Vladislava I. přicházeli na pozdější ukrajinské území čeští a moravští řemeslníci, obchodníci i některé šlechtické rody (mj. Vranové). Mezi římskokatolickým kněžstvem působicím ve východní Evropě byli také Češi, včetně některých biskupů. V polské královské armádě, především v oblastech nad Dněstrem, působily české žoldnéřské družiny, které zde koncem 15. a počátkem 16. století vykonávaly strážní službu na polsko-moldavské hranici (mj. Kanova družina). Výpravě do Moldávie v roce 1509 velel český šlechtic Jan Černín. Na Ukrajině a v Litvě byli Češi v polských zástavách a hradech známí pod názvem harmaši.
Čeští emigranti se jednotlivě usazovali v Přemyšlu, Kolomyji, Chmelnyckém a především pak ve Lvově, který se nejpozději od 15. století stal městem, které pro svůj hospodářský význam přitahovalo kolonisty z českých a také německých zemí. V této době se také mezi lvovskými měšťany poprvé objevuje několik příjmení a přízvisek Český. Jeden z nich, Nicolas Bohemus (Mikuláš Český), je označován jako stavitel lvovské kaple zasvěcené sv. Vítovi, a také českým světcům Václavovi a Prokopovi. V 15. století působil jako lvovský vit (purkmistr) Albert Čech Tučapský (lat. Albertus dictus Czech de Tuczamp).
Češi byli taktéž patrně spojeni s ukrajinskými kozáky. Podle jedné z hypotéz byl podle historiků Františka Palackého či V. Antonovyče mezi jejich organizátory také v Čechách působící kníže a také husitský hejtman za husitských válek Fjodor (Friedrich) Ostrožský, původem z ukrajinského Ostrohu, tento názor pak později popřel historik M. Kostomarov. Vlivy češtiny je však patrný v kozácké vojenské terminologii mj. vojenské a táborové organizace či taktiky. Z řad kozáckých náčelníků, tzv. staršinů, je znám rod Orlíků, z něhož pocházel též český hejtman žijící v ukrajinském exilu Filip Orlík.

### Novověk
V důsledku začátku náboženských bojů v českých zemích, které stály na počátku třicetileté války, a zejména po porážce českých protestantů v bitvě na Bílé Hoře roku 1620 se v rámci tzv. pobělohorské emigrace dostalo, především do západoukrajinských zemí, mnoho českých protestantských uprchlíků, především z komunity Jednoty bratrské. Člen Jednoty Jan Brož (lat. Johannes Brosius) se spolu se svými společníky usadil ve 30. letech 17. století na Podlasí ve Volodavě. Zde se pak v roce 1634 konal sjezd českých zástupců Jednoty bratrské žijících v emigraci v Polsku, Haliči a Litvě, kterého se mj. zúčastnil také v Polsku usídlený Jan Amos Komenský.
Ve službách ruského cara Petra I. Velikého sloužil též česko-rakouský generál Jan Bernard Weissbach. Zúčastnil se významného válečného vítězství v bitvě u Poltavy během ruskou a švédskou armádou během tzv. Severní války. V roce 1735 se stal guvernérem Kyjeva, obdržel od cara velké statky, na kterých následně vybudoval zemědelské statky a také jedny z prvních textilních manufaktur v Kyjevě.
Masivnější přesídlování Čechů z území Habsburské monarchie na území Ukrajiny začalo v první polovině 18. století. Za vlády carevny Kateřiny II. Veliké, která v mocenském boji proti Osmanské říši rozhodla o osídlení Krymu, bylo na poloostrov pozváno mnoho evropských kolonistů, včetně Čechů. Nakonec se do Černomoří rozhodlo odstěhovat na 170 českých rodin.
V 18., a později také 19., století se v ukrajinských zemící stali známými čeští kočovní hudebníci, kteří se svými kapelami cestovali z města k městu. Patřili mezi ně mj. Jan Bohumír Práč, A. Jedlička či J. Landvar. Obchodníci a řemeslníci pak neustále přicházeli na Ukrajinu, především do Haliče a Bukoviny, kde se mj. stali vyhledávanými odborníky v oboru pivovarnictví.

### 19. století

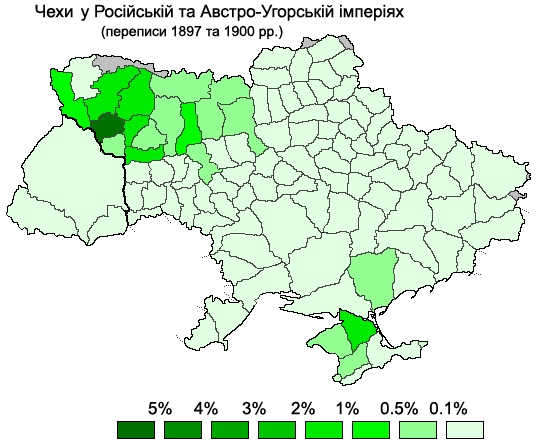
Procentuální poměr Čechů žijících v ukrajinských částech tehdejšího Rakouska-Uherska a Ruského impéria (roky 1897 a 1900)

Druhá, ještě větší, vlna české kolonizace na Ukrajinu začala ve druhé polovině 19. století. Po zrušení nevolnictví v Ruském impériu toku 1861 začínají vznikat první české osady, především ve Volyňské gubernii. Ve stejné době v guberniích Podilsk a Tavrija (Krym) vznikají české osady Ludgardivka a Čechivka, a kolonie Tábor-Carevič.
Roku 1870 čeští osadníci ve Volyni přijali ruské občanství a získali právo organizovat samostatné komunity a volosty. Ruská vláda jim také zaručila svobodu vyznání a osvobodila je od jakýchkoliv poplatů, daní a také vojenské služby na 5 let. V letech 1870 až 1872 čeští krajané koupili od statkářů na 20 000 akrů půdy v centrální části Krymského poloostrova. To byl začátek zakládání malých českých kolonií zde. Aktivní přesídlení Čechů na Krym a sousední země vedlo ke vzniku nových osad na jihu Ukrajiny. Tak se v provincii Tavria objevila ves Novhorodivka a ves Český v Chersonské gubernii.
V 60. letech 19. století byla v Rovném vytvořena zvláštní komise pro osídlování Chersonské gubernie, která po zrušení nevolnictví za zvýhodněných podmínek koupila gruntovní půdu v Dubenském, později pak Luckém, Ostrožském, Žytomyrském a Volodymyrském kraji, stejně jako v Chersonské gubernii, v Tavriji a na Kubáni. Vznikly tak české osady Ludgardivka (1863) ve Volyni, Čechivka v Podilské gubernii a Tabir (Tábor), Bohemka a Carevič na Krymu či vesnice Čechohrad (Cechograd) v Melitopolské gubernii. Posléze na Ukrajině vznikají též první čtyři české farnosti: na Rovensku, Dubensku a v Lucku a v Kupjansku, ostatní české osady patřily ukrajinským pravoslavným volostům. Všech tehdejších českých osad na Ukrajině bylo přibližně 130 a jejich celková populace dosáhla začátkem 20. století až 65 000 obyvatel. Velká většina z nich postupně přijala pravoslaví, významnou postavou té doby byl český pravoslavný kněz Theodor Hejda. Pro české pravoslavné věřící též od roku 1888 vycházel Český pravoslavný kalendař, nejprve v Kyjevě (redigoval F. Jareš, učitel Chlapeckého gymnázia Hrihoryje Galagana), později také v Žytomyru. Část Čechů zůstalo protestanty (zejména čeští bratři).

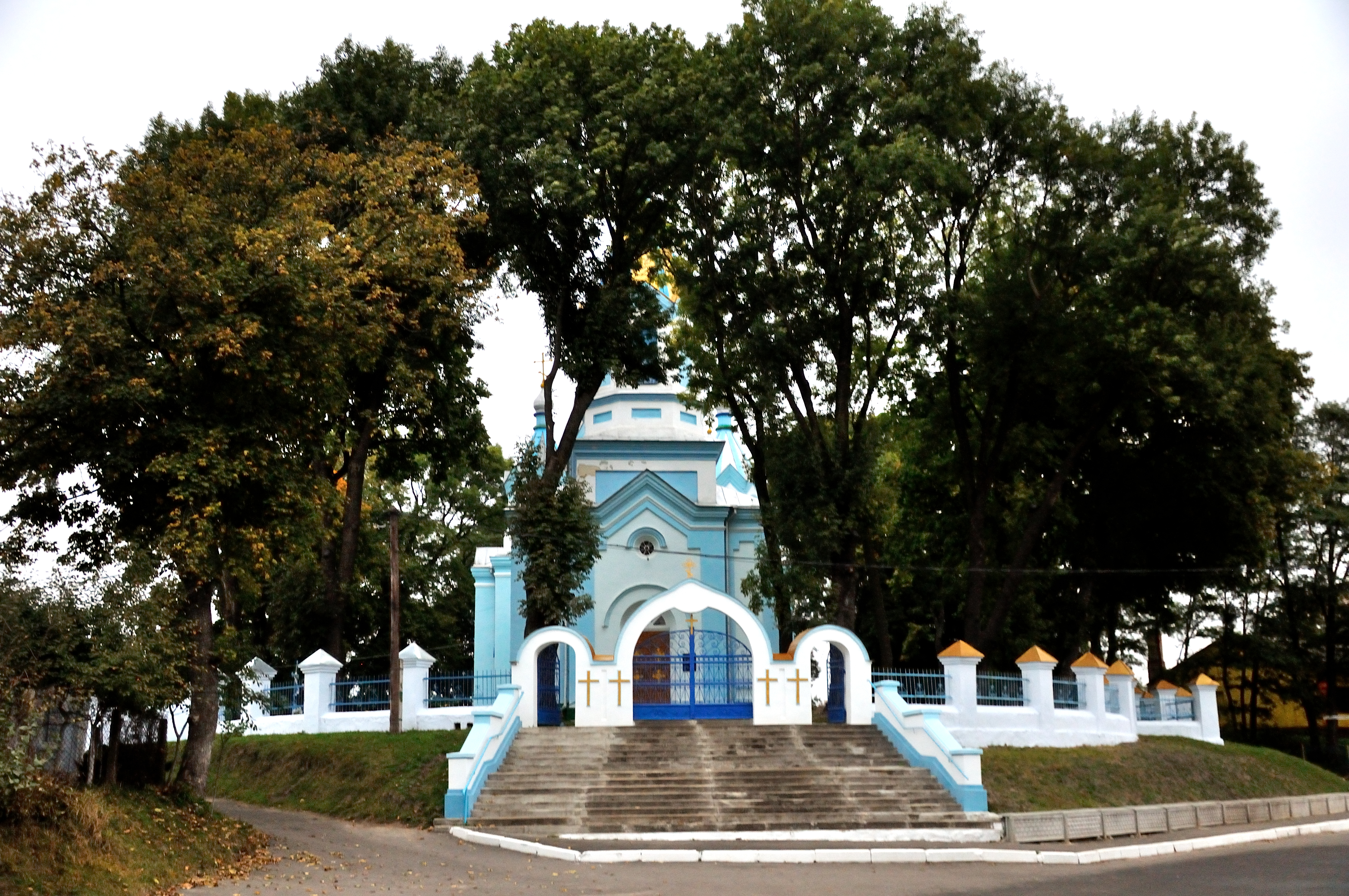
Kostel Nanebevzetí Panny Marie v Glynsku, kde byl Theodor Hejda v roce 1888 vysvěcen na kněze

Česká sídla si po dlouhou dobu uchovávala svůj ráz, i když přebírala některé rysy života ukrajinského prostředí, Češi se asimilovali především v městských komunitách. Díky schopnostem jejich obyvatel a mj. znalosti pokročilejších zemědělských technologií a způsobů chovu byly Čechy osídlené oblasti spíše bohatší, měli často vlastní školy, tisk, spolky a družstva. Organizací a technikami hospodářství ovlivnili též ukrajinské zemědělce. Do ukrajinských měst pak přicházelo též mnoho odborníků, mj. středoškolských a vysokoškolských pedagogů. Řada jich působila na Lvovské univerzitě (mj. Ignác Jan Hanuš a další), vysokých školách v Kyjevě a na dalších místech.
Podle sčítání lidu z roku 1897 žilo na území Ukrajiny asi 36 tisíc Čechů, z toho zhruba tři čtvrtiny v gubernii Volyň (27 670 osob). Nejvyšší koncentrace českého obyvatelstva byla zaznamenána v okrese Dubensk ve Volyňské gubernii, kde činila 5,3 % populace (10 328 ze 195 058), před Rusy a Němci. 97 % Čechů z Volyňské gubernie byli venkované.
Kraje s největším česky mluvícím obyvatelstvem v roce 1897:
| povět           | gubernerie | počet česky mluvícího obyvatelstva | procento |
| --------------- | ---------- | ---------------------------------- | -------- |
| povět Dubno     | Volyňská   | 10 328                             | 5,3 %    |
| povět Rovno     | Volyňská   | 4 703                              | 1,7 %    |
| povět Luck      | Volyňská   | 3 818                              | 1,5 %    |
| povět Ostroh    | Volyňská   | 2 696                              | 1,6 %    |
| povět Žytomyr   | Volyňská   | 2 621                              | 0,6 %    |
| povět Volodymyr | Volyňská   | 1 643                              | 0,6 %    |
| povět Kyjev     | Kyjevská   | 1 139                              | 0,2 %    |
| povět Radomyšl  | Kyjevská   | 1 106                              | 0,4 %    |

### Kyjev
Výraznou a početná česká komunita se ve druhé polovině 19. století začala formovat také v Kyjevě. Řada Čechů zde byla zaměstnána, či přímo založila vlastní, řemeslné a průmyslové podniky. Mj. šlo o Jindřicha Jindříška, majitele obchodu a opravny hudebních nástrojů a poslézezakladatele první ukrajinské nahrávací společností Extraphone, Otakara Červeného, zástupce továrny na hudební nástroje V. F. Červený z Hradce Králové, Josefa Křivánka, ředitele podniku První kyjevská slévárna a mechanická strojírna Greter, svého času druhého největšího zaměstnavatele v Kyjevě, jeho nástupce Ferdinanda Vitáčka a další.
Na začátku 20. století se v Kyjevě utvořila početná česká komunita ve čtvrti Šuljavka: vedle továrních závodů Greter & Křivánek zde existovaly další české podniky, dále např. pobočka automobilky Laurin & Klement na Demijivce. Komunita následně vytvořila potřebu po vlastních kulturních, vzdělávacích a veřejných institucí, které by zastupovaly zájmy imigrantů, ale před první ruskou revolucí v roce 1905 nebylo možné takové organizace registrovat. V březnu 1907 pak z iniciativy Jindřicha Jindříška vznikl český krajanský spolek Jan Amos Komenský, jehož předsedou se Jindříšek stal v této funkci setrval po celou dobu činnosti společnosti. Spolek mj. přispěl k založení jednoty Sokola v Kyjevě, podpořil zvelebení českého rekreačního parku Stromovka a také vznik české školy v Kyjevě. Jindříšek rovněž se svým přítelem Václavem Vondrákem vydával od roku 1906 první týdeník v Rusku pro české krajany Ruský Čech, od roku 1911 se pak stal společníkem tiskárny Václava Švigovského a V. Horvatha (Švigovský koupil tuto tiskárnu od Vondráka), která pak vydávala týdeník Čechoslovan.

### První světová válka

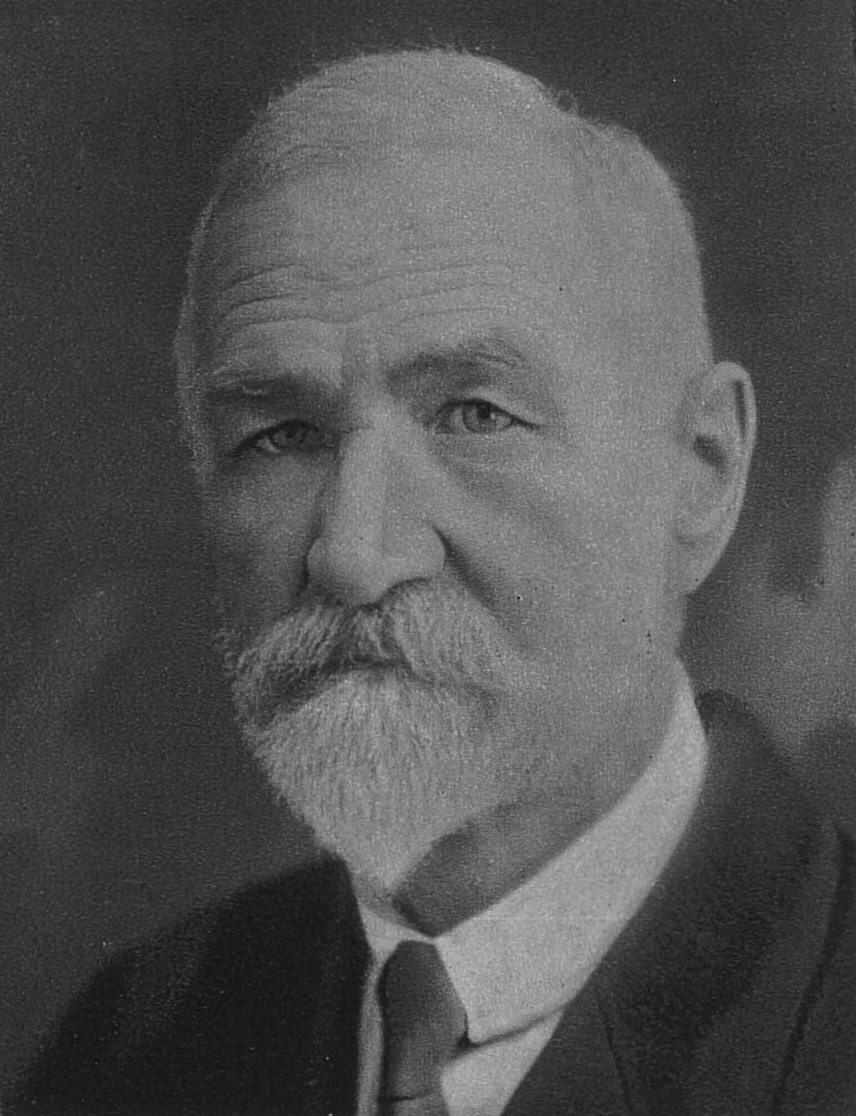
Jindřich Jindříšek, továrník, mecenáš a spolkový činitel v Kyjevě

S vypuknutím první světové války se pak ukajinští Češi ocitli ve složité situaci, protože většina z nich byla občany nepřátelského státu, Rakouska-Uherska. Již od prvních dnů války probíhaly v ruských a ukrajinských městech demonstrace českých a slovenských krajanů na znamení loajality k Rusku a Srbsku, 3. srpna 1914 byl pak navržen projekt převodu příslušníků české komunity k ruskému občanství.
9. srpna 1914 se v Kyjevě konala protirakouská demonstrace na Carském (později Evropském) náměstí a v sále Kupeckého sněmu (dnes budova Kyjevské filharmonie) se na shromáždění sešly asi 3000 lidí. V usnesení přečteném nakladatelem V. Švigovským rozhodli, že nyní již nejsou žádní rakouští Češi: nyní jsou všichni jen Češi. Rovněž bylo rozhodnuto o zahájení přijímání dobrovolníků do ruské armády, o vytvoření nemocnice pro raněné, byly odeslány telegramy do Bulharska a také k Čechům do Vídně, Berlína či Konstantinopole. Současně byl založen Český kyjevský výbor za předsednictví J. Jindříška, jehož jádrem byli Václav Vondrák, František Dědina, F. Paul a Otakar Červený. Výbor vyhlásil heslo Vše pro válku a vítězství české věci a 12. srpna byla v kyjevském hotelu Praha zahájena registrace dobrovolníků, ze kterých byla v dalších týdnech vytvořena vojenská jednotka, tzv. Česká družina. Rovněž výbor zpočátku zajišťoval ubytování dobrovolníků. Do 20. srpna, kdy byl vydán rozkaz pro Kyjevský vojenský okruh k vytvoření českého praporu, se již přihlásilo více než 500 krajanů. Od 25. srpna se pod vedením Jindříška konaly schůze českého výboru s členy České družiny, na kterých byly dobrovolníkům vysvětleny úkoly vytvoření armády a samostatného československého státu. K těmto událostem došlo v Kyjevě dva a půl roku předtím, než podobné úkoly stanovil pro ruské Čechy předseda Československé národní rady v Paříži T. G. Masaryk.
V září 1914 začala Česká družina s výcvikem jako ruská vojenská jednotka. Jindříšek a český výbor se dále připravovali na pravděpodobný přísun raněných, rovněž bylo nutné se postarat o některé rodinné příslušníky členů čety. František Dědina navrhl pro tento účel vytvořit charitativní nadaci, která byla následně založena spolkem J. A. Komenský. Nadace působila v Kyjevě a jeho okolí, dále ve Volyňské a Podolské gubernii. Od 1. října 1914 začali spolkově sdružení Češi platit ve prospěch nadate „válečnou daň“, jejíž výše se určovala podle majetkové kvalifikace nebo platu a pohybovala se od 50 kop do 200 rublů měsíčně, někteří se zavazovali na větší částky; Celkem se ročně vybralo 25–30 tisíc rublů.
Dne 7. března 1915 se v Moskvě konal I. sjezd Svazu českých (od května 1915 - československých) krajanských spolků, na kterém se sešli zástupci osmi spolků ze šesti krajů Ruského imperia. Jindříšek na sjezdu zastupoval Český kyjevský výbor, byli tam zástupci spolku J. A. Komenský. Na sjezdu bylo rozhodnuto umístit předsednictvo Svazu do Petrohradu a vojenskou komisi v čele s V. Vondrákem do Kyjeva. V kyjevské továrně firmy Laurin & Klement v Kyjevě vedené Louisem Tučkem, byli zajatí Češi z rakousko-uherské armády využiti jako dělníci.
Dne 25. dubna 1916 se v Kyjevě konal 2. sjezd Svazu československých spolků Ruska, rovněž za předsednictví Jindříška. Sjezd se konal v sále Městské dumy pod heslem „Pouze vojenský odpor povede k cíli – československé samostatnosti!“ Zúčastnilo se ho 69 delegátů z 19 spolků. Během jednání bylo československé hnutí rozděleno na petrohradskou a kyjevskou skupinu a většinou hlasů bylo rozhodnuto přenést ústřdí Svazu do Kyjeva. 22. srpna 1916 se na kyjevském nádraží konala slavnostní schůze za přítomnosti Josefa Düricha, místopředsedy Československé národní rady. Dürichovým stanoviskem bylo vytvoření, či spíše obnovení, suverénního Českého království, podřízeného ruské moci, v čemž se Jindříšek stal jeho ideovým protivníkem. Na jaře 1917 byl pak Dürich zbaven svých pravomocí a Svaz začal jako celek prosazovat vytvoření demokratické republiky
Zprávy o únorové revoluci 1917 přinesly mezi ruské Čechy období politické euforie. V Kyjevě se konalo mnoho shromáždění a demonstrací, tyto události mj. popsal ve své eseji Tajemství mého pobytu v Rusku Jaroslav Hašek. Brzy se však ukázalo, že situace se změnila ve prospěch petrohradské opozice, která zahrnovala příznivce Československé národní rady a T. G. Masaryka. Petrohradské Čechy podporovali i členové Klubu zaměstnanců Svazu československých spolků, především osvobozených českými zajatci z rakousko-uherské armády. Z jejich řad pak tito zajatci vstupovali do formovaných československých legií formovaných v Ruském impériu.
Na III. sjezdu Svazu československých spolků (23. dubna až 1. kětna 1917) byla uznána podřízenost jeho pařížskému centru Československé národní rady a Masarykovi a Petrohrad ustanoven její pobočkou. V čevenci 1917 zvítězil sbor čs. legií v bitvě u Zborova. 29. července přijel Masaryk do Kyjeva. Druhý den se v prostorách Úvěrového ústavu konalo jednání kyjevského výboru, kterého se zúčastnil i Jindříšek. Diskutovalo se o problémech přivytvoření čs. legií a řešilo se, jak překonat pokles kvality výcviku při rychlém formování armády ze zajatců. V Kyjevě též krátce vycházely legionářské časopisy Československý denník a Československý voják.
Rok 1918 začal lednovým povstáním a ustanovením Ukrajinské lidové republiky, po kterém byl Kyjev dočasně obsazen bolševiky. Masaryk uzavřel s Ústřední radou a bolševiky dohody o neutralitě ČSR a 22. února opustil Kyjev. V březnu město obsadili Němci a s nimi se objevili agenti rakouské policie, kteří zde hledali české aktivisty. 28. října 1918 byla vyhlášena ČSR. Bývalí rakouští občané automaticky získali československé občanství, Češi s ruským občanstvím se ale ocitli v nejistém postavení. Po příchodu bolševiků na Ukrajinu v únoru 1919 pak začalo vyvlastňování majetku podniků, ale také cenností a věcí z domácností. Na pokyn československých bolševiků začali bezpečnostní důstojníci zatýkat také Čechy, někteří byli následně zastřeleni.

### 1917–1947
V Ukrajinské lidové republice byla uznána práva české menšiny podle zákona o národnostech, tedy dle principu sebeurčení. V únoru až březnu 1918 jen malá část ukrajinských Čechů odešla na východ s ustupujícími jednotkami československých legií, se kterými se po tzv. Sibiřské anabázi vrátila do ČSR, většina ale zůstala na Ukrajině. Podle přerozdělení území na základě smlouvy z Rigy se pak asi 20 tisíc Čechů v Haliči ocitlo na území nově vzniklé Druhé Polské republiky. V později utvořené Ukrajinské SSR ve 20. letech 20. století pak nadále fungovaly české samosprávy, obecné školy. ASSR, jejíž součástí byl Krym, evidovala 17 500 obyvatel českého původu
Před druhou světovou válkou žilo na území Ukrajiny více než 50 000 lidí. Během ní především komunita Volyňských Čechů, podporovala kroky k vytvoření československých jednotek v rámci sovětské Rudé armády, a následně jich řada vstoupila do 1. československého armádního sboru utvořeného v roce 1944 pod velením gen. Ludvíka Svobody. Po skončení války roku 1945 se na základě Československo-sovětské smlouvy o výměně obyvatelstva z roku 1947, přesunula značná část zdejších Čechů z Ukrajiny do své původní vlasti. Ze země odešlo přibližně 40 tisíc osob, zůstalo jich pak jen několik tisíc, především v oblasti Volyně. V Československu byli přesídleni především do oblastí Sudet, kde před válkou žilo německé obyvatelstvo a po jejím skončení bylo nuceně vysídleno.

### Češi v Zakarpatí
Další skupinou Čechů, kteří žili na Ukrajině, byli čeští přistěhovalci na Zakarpatí, kteří sem přišli v letech 1919 až 1939 poté, co se region Podkarpatské Rusi stal součástí prvorepublikového Československa. Pražskou vládou zde byli jmenováni jako státní úředníci v administrativě, přicházeli sem učitelé, železničáři či armádní důstojníci, rovněž se zde usadili i obchodníci a průmyslníci. Rovněž započal proces kolonizace: několik set rodin se usadilo v souvislosti s pozemkovou reformou v některých obcích jižního Zakarpatska. Počet Čechů se zde pak zvýšil z 2 000 v roce 1921 na 21 000 v roce 1930, a na 30 000 v roce 1938. Oproti většině měli často vyšší vzdělání či odbornou kvalifikaci, což jim vytvořilo jisté výsadní postavení.

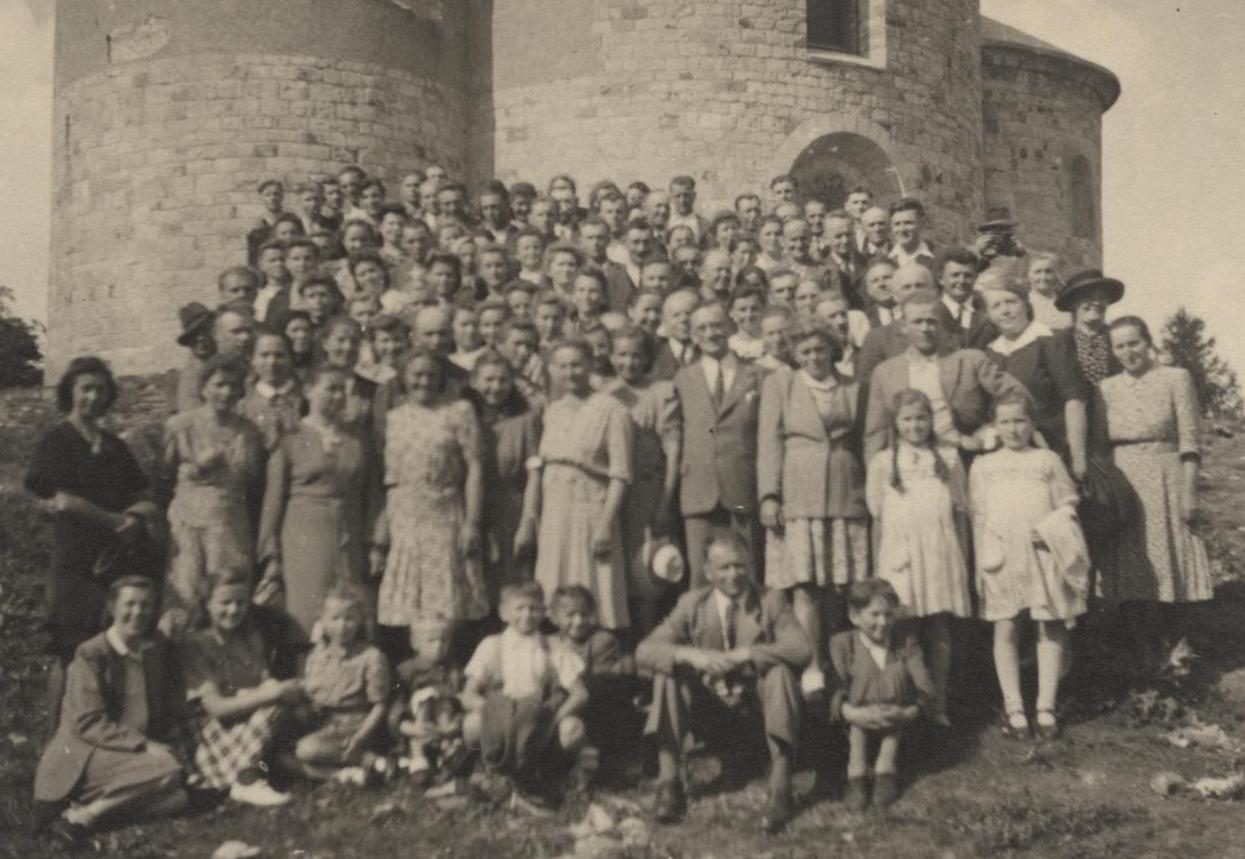
Repatrianti z Volyně u rotundy na Řípu v roce 1947

Ve městech byly budovány samostatné čtvrti (tzv. kolonie), kde se většinou mluvilo česky. V toce 1935 fungovala v Podkarpatské Rusi 3 česká gymnázia, učitelský seminář, 23 městských a 182 obecných škol (studenti byli převážně Židé). Češi se zde obecně se neasimilovali a nestudovali až na výjimky ukrajinský jazyk, místo toho přispěli k čechizaci regionu. V češtině zde vycházela periodika Podkarpatské Hlasy (dvakrát týdně, 1925–1939), Hlas Východu (sociálně demokratický týdeník, 1928–1933) a od roku 1939 pak krátce Karpato-Ukrajinska Svoboda a Přechledy z Karpatské Ukrajiny. Po událostech Mnichovské dohody a vzniku autonomní Karpatské Ukrajiny na podzim 1938 se počet zdejších Čechů mírně snížil. Správcem území byl jmenován M. Drbal. Během maďarské okupace opustili Zakarpatsko téměř všichni Češi. Území bylo po roce 1945 postoupeno SSSR.

### 21. století
Místy, kde na začátku 21. století žije nejvíce Čechů, jsou vesnice Bohemka, několik vesnic v Mykolajivské oblasti, obec Čechohrad v Záporožské oblast, vesnice Veselynivka v Oděském okresu, obec Mala Zubivščyna v Žytomyrské oblasti a vesnice Nikolajevka ve Vinnycké oblasti. Potomci českých osadníků žijí také na Krymu, mj. ve vsi Lobanovo (dřívější název Bohemka) v okrese Džankoj a vesnice Oleksandrivka, Krasnohvardijský okres.

### Ruská invaze na Ukrajinu
Po začátku války na Ukrajině v únoru 2022 se celá řada Čechů zapojila do dobrovolnické pomoci ukrajinským válečným uprchlíkům. V zemi od začátku války působí několik českých humanitárních organizací, mj. Člověk v tísni, Koridor UA a další, které mají na Ukrajině své terénní pracovníky. Několik stovek českých občanů se pak přihlásilo do cizinecké legie Ukrajinských ozbrojených sil, v jejichž řadách nadále bojují, několik jich zde také padlo. Jejich zapojení bylo umožněno rozhodnutím tehdejšího českého prezidenta Miloše Zemana, že tito občané nebudou stíháni za jinak trestně odpovědnou účast v zahraničních armádách, neboť jim bude automaticky udělena prezidentská abolice.

## Populační dynamika
Dynamika české populace podle jednotlivých sčítání obyvatel Ukrajiny:
- 1897 – ~40 000 (Volyňská gubernie: 27 670, Kyjevská gubernie: 3 294, Tavrijská gubernie: 1962, Chersonská gubernie: 1 351
- 1926 – ~50 000 (Volyňské vojvodství Polské republiky: 30 977, Ukrajinská SSR: 16.091, oblast Krymu, RSFSR: 1 419 osob
- 1939 – ~52 000 (Ukrajinská SSR: 14 786, oblast Krymu, RSFSR: 1 674)
- 1959 – 14 539
- 1970 – 12 073
- 1979 – 10 589
- 1989 – 9 122
- 2001 – 5 917

Při sčítání lidu na Ukrajině v roce 2001 byl největší počet osob českého původu zaznamenán v Žytomyrské oblasti: 839, Záporožské oblasti: 808, na Krymu: 749 a v Oděsské oblasti: 503.
Osídlení Čechů podle krajů v letech 1989 a 2001:
| kraj                   | 1989 | 2001 |
| Krym a Sevastopol      | 864  | 749  |
| Vinnycká oblast        | 612  | 431  |
| Volyňská oblast        | 231  | 127  |
| Dněpropetrovská oblast | 198  | 106  |
| Doněcká oblast         | 270  | 170  |
| Žytomyrská oblast      | 1835 | 839  |
| Zakarpatská oblast     | 516  | 320  |
| Záporožská oblast      | 832  | 808  |
| Ivanofrankivská oblast | 68   | 26   |
| Kyjevská oblast        | 244  | 115  |
| Kirovohradská oblast   | 59   | 41   |
| Luhanská oblast        | 129  | 78   |
| Lvovská oblast         | 321  | 160  |
| Mykolajivská oblast    | 468  | 344  |
| Oděská oblast          | 621  | 503  |
| Poltavská oblast       | 52   | 49   |
| Rovenská oblast        | 657  | 333  |
| Sumská oblast          | 20   | 13   |
| Ternopilská oblast     | 48   | 22   |
| Charkovská oblast      | 92   | 57   |
| Chersonská oblast      | 153  | 65   |
| Chmelnycká oblast      | 105  | 69   |
| Čerkaská oblast        | 51   | 28   |
| Černovická oblast      | 54   | 32   |
| Černihivská oblast     | 27   | 26   |
| Kyjev                  | 595  | 381  |

## Jazyk
- 1970 – z 12 073 ukrajinských Čechů uvedlo češtinu jako svůj rodný jazyk 4 995 lidí (41,4 %), ukrajinštinu: 3601 (29.8 %), ruštinu: 3255 (27.0 %), další: 222 (1.8 %) [8]
- 1989 – z 9 122 ukrajinských Čechů uvedlo češtinu jako svůj rodný jazyk 3 237 lidí (35,5 %), ukrajinštinu: 2797 (30.7 %), ruštinu: 2957 (32.4 %), další: 131 (1.4 %)[7]
- 2001 – z 5 917 ukrajinských Čechů uvedlo 1 190 lidí češtinu jako svůj rodný jazyk (20.1. %), ukrajinštinu: 2503 (42.3 %), ruštinu: 2144 (36.2 %)

## Kultura
S vyhlášením samostatnosti Ukrajiny a období politické svobody si české komunity v různých regionech začaly vytvářet vlastní spolky. V roce 1992 se etničtí Češi z Kyjeva a kyjevské oblasti sdružili ve společnost „Vyšehrad“, pojmenované podle stejnojmenné vesnice Vyšehrad v Kyjevské oblasti, z níž pocházela většina jejích členů. V roce 1993 byl na Krymu založen český kulturní a vzdělávací spolek Vltava. V roce 2000 vznikla v Oděse krajanská kulturní společnost Česká rodina, která sdružovala zdejší etnické Čechy, další krajanské kulturní spolky pak vznikly také na Volyni a Donbasu. Česká společnost Donbasu sdružovala nejen etnické Čechy z Doněcké oblasti, ale i jednotlivce žijící v jiných regionech Ukrajiny.

## Osobnosti
- Ignaz Beidtel (1783–1865) – profesor církevního práva na Lvovské univerzitě
- Václav Vilém Václavíček (1798–1862) – lvovský arcibiskup
- Ignác Vojtěch Lemoch (1802–1875) – profesor a pozdější děkan Lvovské univerzity
- Ignác Jan Hanuš (1812–1869) – filozof, odborník na slovanskou mytologii, knihovník a pedagog Lvovský univerzity
- Dominik Zbrožek (1832–1889) – česko-polský geodet působící na Lvovské univerzitě
- František Josef Šafařovic (1838–1898) – malíř žijící v Oděse
- Otakar Červený (1850–1930) – ředitel zdejší pobočky továrny na výrobu hud. nástrojů F. V. Červený, spolkový činitel
- Marie Červená (1854–1932) – spolková činitelka, manželka O. Červeného
- Otakar Ševčík (1852–1934) – houslista a hudební pedagog
- Jindřich Jindříšek (1857–1924) – majitel výobny a servisu hudebních nástrojů, posléze majitel nahrávací společnosti Extraphone, předseda spolku Komenský
- Josef Křivánek (1857–1910) – strojní inženýr, posléze spolumajitel první strojírny v Kyjevě Greter & Křivánek
- František Krček (1869–1916) – česko-polský slavista, filolog, folklorista a překladatel
- Vilém Kurz mladší (1872–1945) – profesor Lvovské konzervatoře
- Otylie Kovářová-Máchová (1873–1928) – česko-ukrajinská učitelka a spolková činovnice, první žena-zastupitelka města Prahy
- Josef Girsa (1874–1967) – hospodářský správce, posléze první ofic. představitel Československa v SSSR
- Josef František Munclingr (1888–1954) – operní pěvec a režisér, inovátor oboru operní režie